# The Jethro Tull Christmas EP
The Jethro Tull Christmas EP es un EP lanzado en 2004 por el grupo de rock progresivo Jethro Tull, complementario de su álbum The Jethro Tull Christmas Album (2003).

## Lista de temas
| #  | Título                                                 | Autor          | Interpretaciones |
| -- | ------------------------------------------------------ | -------------- | ---------------- |
| 1. | "Ring Out, Solstice Bells"                             | (Ian Anderson) |                  |
| 2. | "God Rest Ye Merry Gentlemen"                          | (Ian Anderson) |                  |
| 3. | "Slipstream 2004" (nueva regrabación del tema clásico) | (Ian Anderson) |                  |